# Aruma histrio
Az Aruma histrio a csontos halak (Osteichthyes) főosztályának a sugarasúszójú halak (Actinopterygii) osztályába, ezen belül a sügéralakúak (Perciformes) rendjébe, a gébfélék (Gobiidae) családjába és a Gobiinae alcsaládjába tartozó faj.
Nemének egyetlen faja.

## Előfordulása
Az Aruma histrio előfordulási területe a Csendes-óceán keleti felén, a Kaliforniai-öbölben van.

## Megjelenése
Ez a gébféle legfeljebb 6,5 centiméter hosszú.

## Életmódja
Trópusi és tengeri hal, amely 14 méteres mélységben él. Általában a víz alatti sziklák üregeibe húzódik, azonban az árapály térségben is fellelhető. Az ivadék a Sargassum nevű barnamoszat-mezőkben bújik el.